# Карбонат висмутила
Карбонат висмутила — неорганическое соединение, основная соль металла висмута и угольной кислоты с формулой (BiO)2CO3, бесцветные или желтоватые кристаллы, не растворимые в воде, образует кристаллогидрат.

## Получение
- Действие карбоната натрия на растворимую соль трёхвалентного висмута:

{\displaystyle {\mathsf {2BiCl_{3}+3Na_{2}CO_{3}\ {\xrightarrow {}}\ (BiO)_{2}CO_{3}+6NaCl+2CO_{2}\uparrow }}}

## Физические свойства
Карбонат висмутила образует бесцветные или желтоватые кристаллы тетрагональной сингонии, параметры ячейки a = 0,3867 нм, c = 1,3686 нм, Z = 2.
Плохо растворяется в воде и этаноле.
Образует кристаллогидрат состава (BiO)2CO3•½H2O и сложный основной карбонат 2(BiO)2CO3•2Bi(OH)2•3H2O.

## Химические свойства
- Реагирует с кислотами:

{\displaystyle {\mathsf {(BiO)_{2}CO_{3}+6HCl\ {\xrightarrow {}}\ 2BiCl_{3}+CO_{2}\uparrow +3H_{2}O}}}
● Разлагается при нагревании:
{\displaystyle {\ce {(BiO)2CO3 ->[>308^oC] Bi2O3 + CO2 ^}}}

## Применение
- В фармакологии.